# 斯米萊 (波洛希區)
斯米萊（烏克蘭語：Сміле）是位於烏克蘭東南部的村莊，由扎波羅熱州波洛希區的卡姆揚卡市鎮負責管轄。該村始建於1871年，面積2.69平方公里，海拔高度180米，2001年人口573，人口密度每平方公里213人。